# Gâscă hawaiană
Gâsca hawaiană (Branta sandvicensis) este o specie de pasăre endemică insulelor Hawaii. În sălbăticie se găsește exclusiv pe insulele Maui, Kauaʻi, Molokai și Hawaiʻi. În 1957, a fost desemnată pasărea oficială de stat a statului Hawaiʻi.
În hawaiiană este numită nēnē și denumirea provine de la strigătul ei suav. Numele specific sandvicensis se referă la Insulele Sandwich, un nume anterior pentru Insulele Hawaii.

## Taxonomie
Exemplarul holotip de Anser sandvicensis Vigors (List Anim. Garden Zool. Soc., ed.3, iunie 1833, p.4.) se află în colecția de zoologie vertebrată a World Museum, National Museums Liverpool, cu numărul de acces NML-VZ T12706. Exemplarul a fost colectat din Insulele Sandwich (Insulele Hawaii) și a ajuns în colecția națională din Liverpool prin intermediul colecției Museum of the Zoological Society of London, a colecției lui Thomas Campbell Eyton și a colecției lui Henry Baker Tristram.
Se crede că nēnē a evoluat din gâsca canadiană (Branta canadensis), care a ajuns cel mai probabil pe insulele Hawaii în urmă cu aproximativ 500.000 de ani, la scurt timp după formarea insulei Hawaiʻi. Acest strămoș este progenitorul pentru nēnē, precum și pentru gâsca preistorică uriașă din Hawaiʻi (Branta rhuax) și pentru nēnē-nui (Branta hylobadistes). Nēnē-nui era mai mare decât nēnē, varia de la cea care nu zbura la cea care zbura, în funcție de individ, și locuia pe insula Maui. Gâștele fosile similare găsite pe Oʻahu și Kauaʻi ar putea fi din aceeași specie.
Gâsca uriașă din Hawaiʻi era limitată la insula Hawaiʻi și măsura 1,2 m lungime cu o masă de 8,6 kg, fiind de peste patru ori mai mare decât nēnē. Se crede că gâsca erbivoră uriașă din Hawaiʻi a ocupat aceeași nișă ecologică ca și rațele asemănătoare gâștei cunoscute sub numele de moa-nalo, care nu erau prezente pe Insula Mare. Pe baza ADN-ului mitocondrial găsit în fosile, toate gâștele din Hawaii, vii și dispărute, sunt strâns înrudite cu gâsca canadiană uriașă (B. c. maxima) și gâsca canadiană estică (B. c. occidentalis).

## Descriere

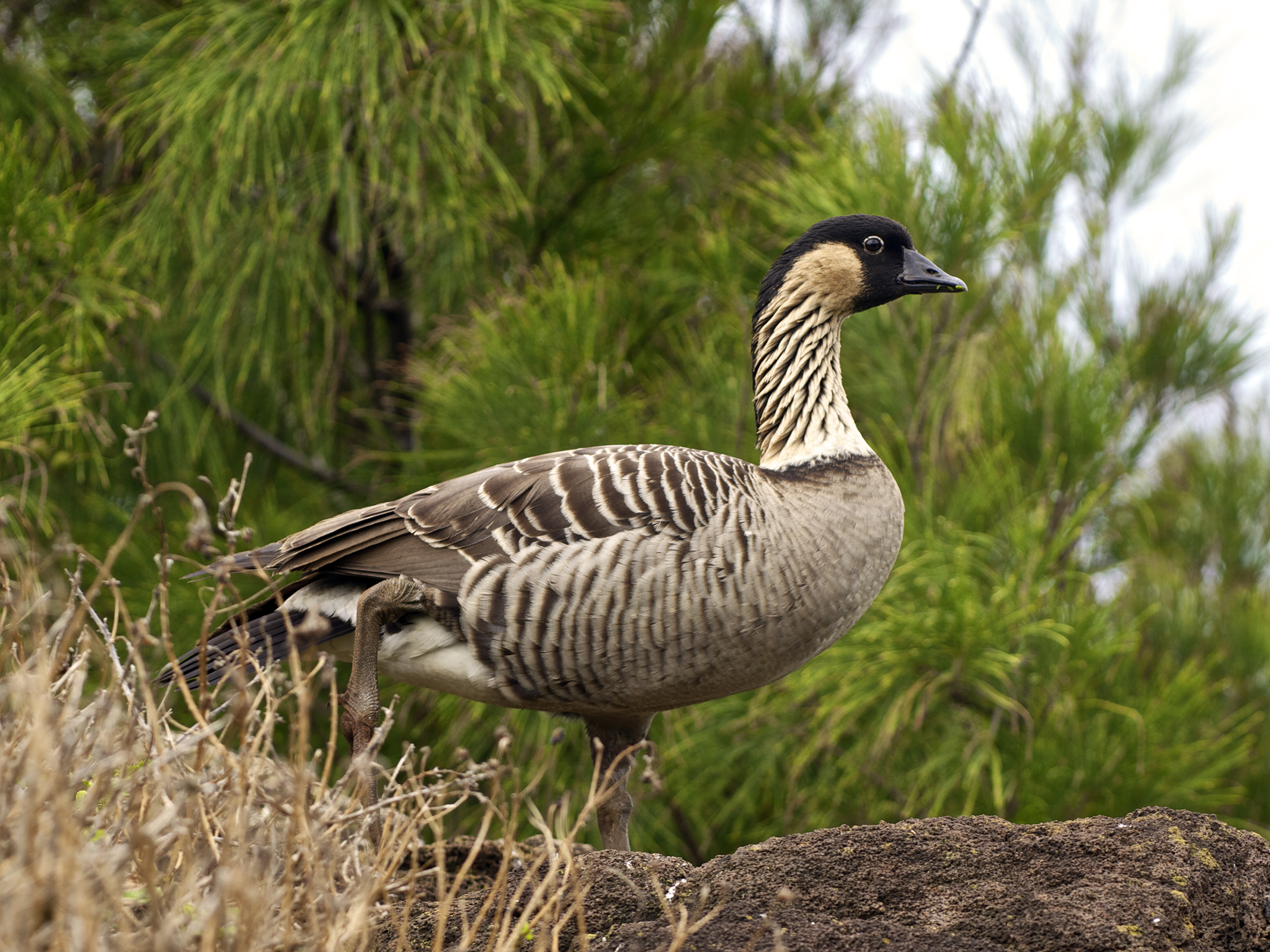
Branta sandvicensis

Gâsca hawaiană este o gâscă de talie mare, cu o înălțime de 41 cm. Deși își petrece cea mai mare parte a timpului pe sol, sunt capabile să zboare, unele exemplare zburând zilnic între zonele de cuibărit și de hrănire. Femelele au o masă de 1,5-2,5 kg, în timp ce masculii au în medie 1,6-3,0 kg, cu 11% mai mari decât femelele. Masculii adulți au capul și ceafa negre, obrajii bej și gâtul puternic încrețit. În afară de faptul că este mai mică, femela este similară cu masculul în ceea ce privește coloritul. Ciocul, picioarele și labele picioarelor adultului sunt negre. Sub bărbie are pene moi.

## Comportament

### Dietă
Este un erbivor care paște în funcție de disponibilitatea vegetației. Mâncarea include frunze, semințe, fructe și flori de ierburi și arbuști.

### Reproducere
Sezonul de reproducere, din august până în aprilie, este mai lung decât cel al oricărei alte gâște; majoritatea ouălor sunt depuse între noiembrie și ianuarie. Spre deosebire de majoritatea păsărilor de apă, gâsca hawaiană se împerechează pe uscat. Femelele construiesc cuiburile într-un loc ales de ele, în care depun de la unul la cinci ouă (media este de trei pe Maui și Hawaiʻi, patru pe Kauaʻi). Femelele incubează ouăle timp de 29 până la 32 de zile, în timp ce masculul acționează ca o santinelă. Puii sunt capabili să se hrănească singuri imediat după eclozare; ei rămân cu părinții lor până în următorul sezon de reproducere.

## Galerie

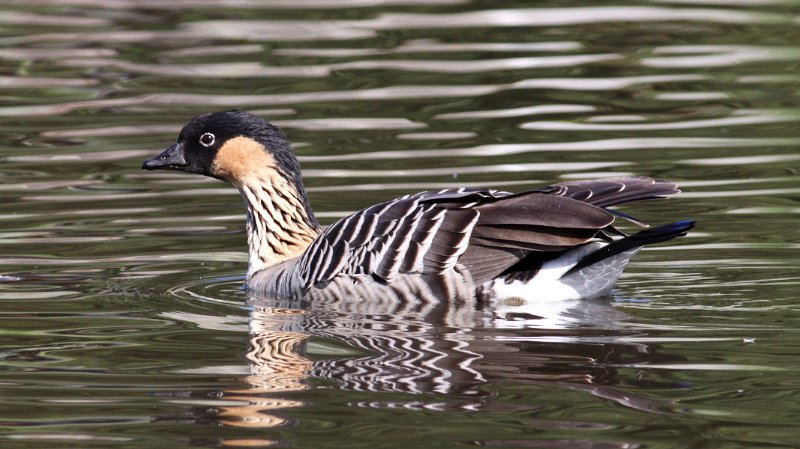
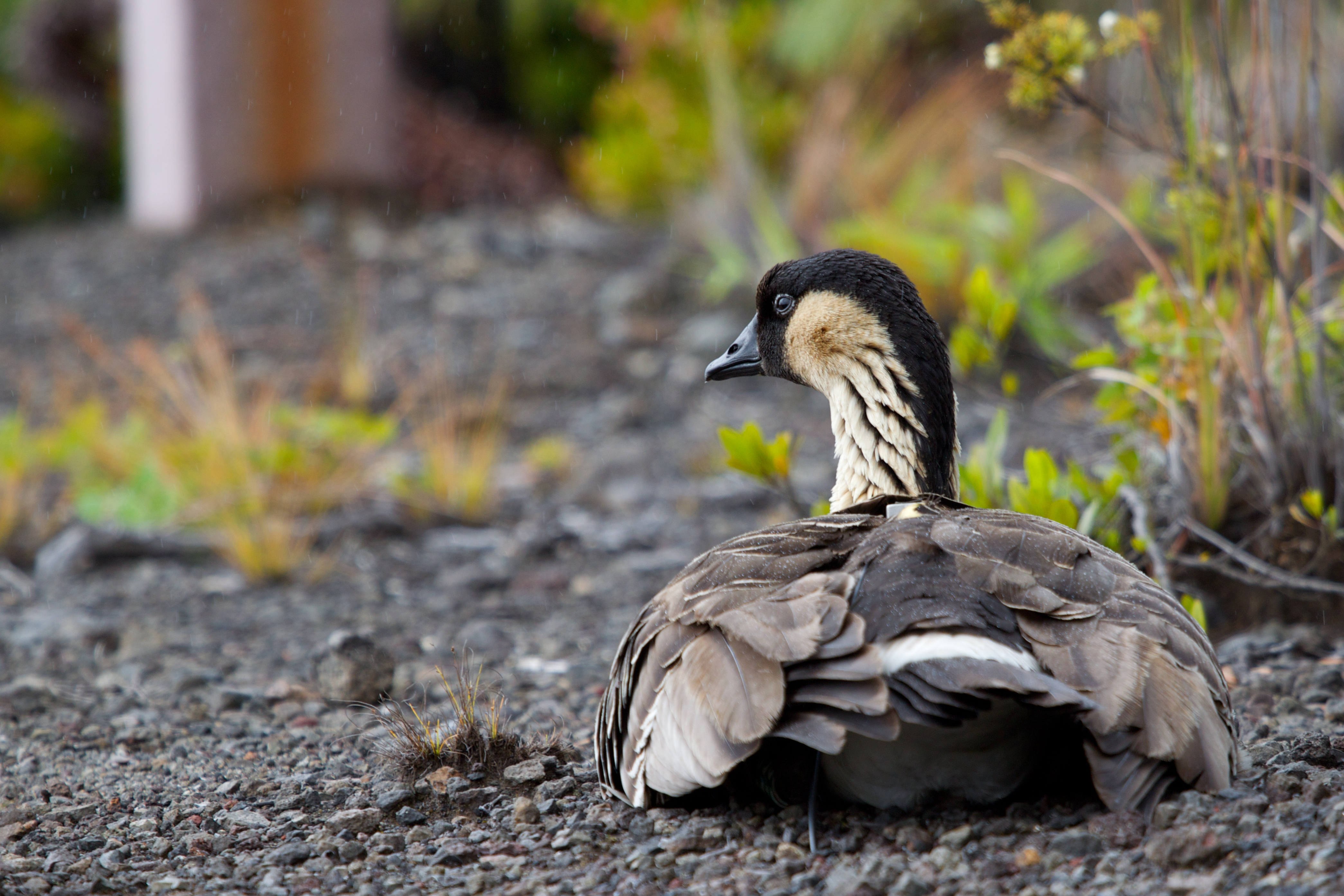
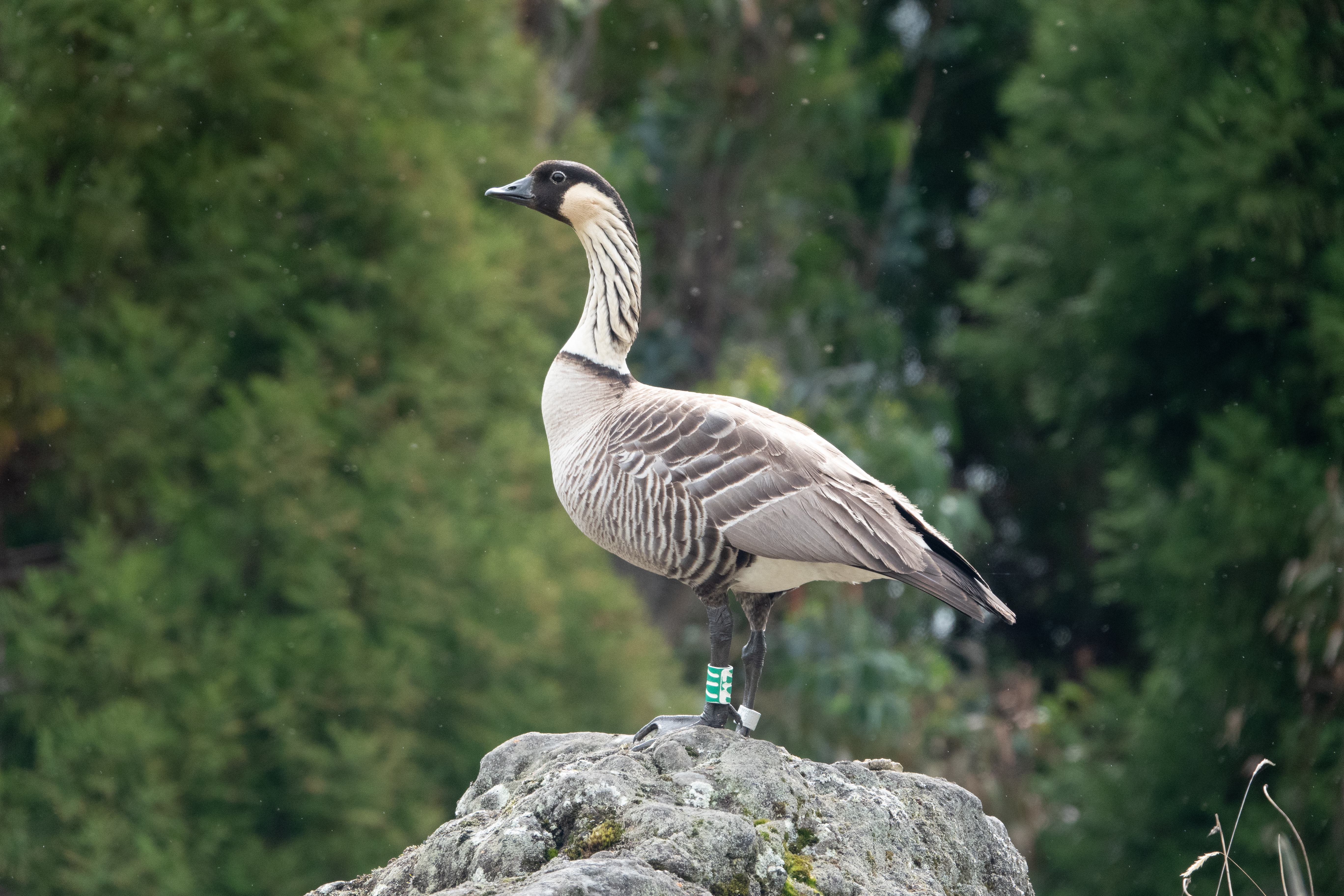
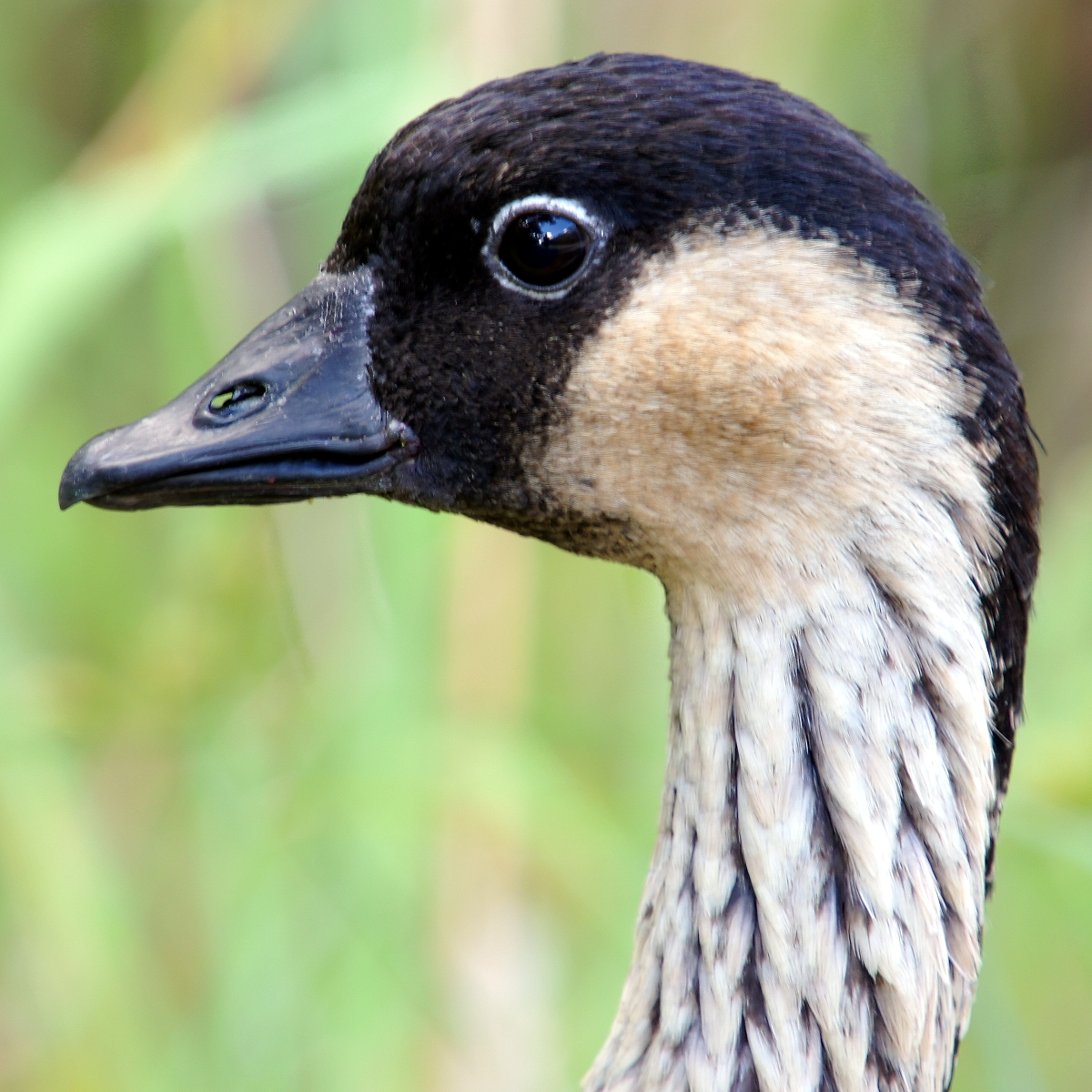
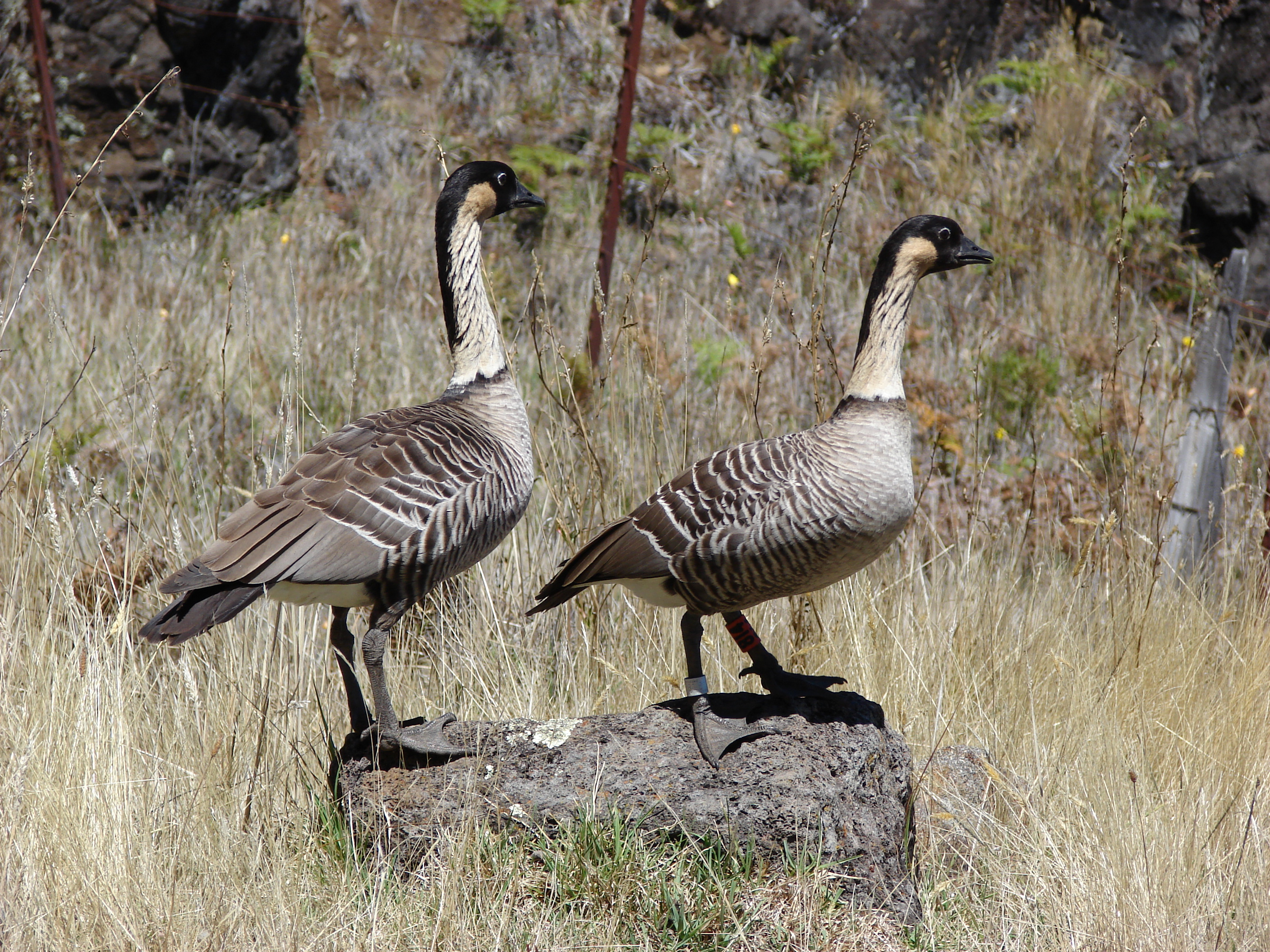
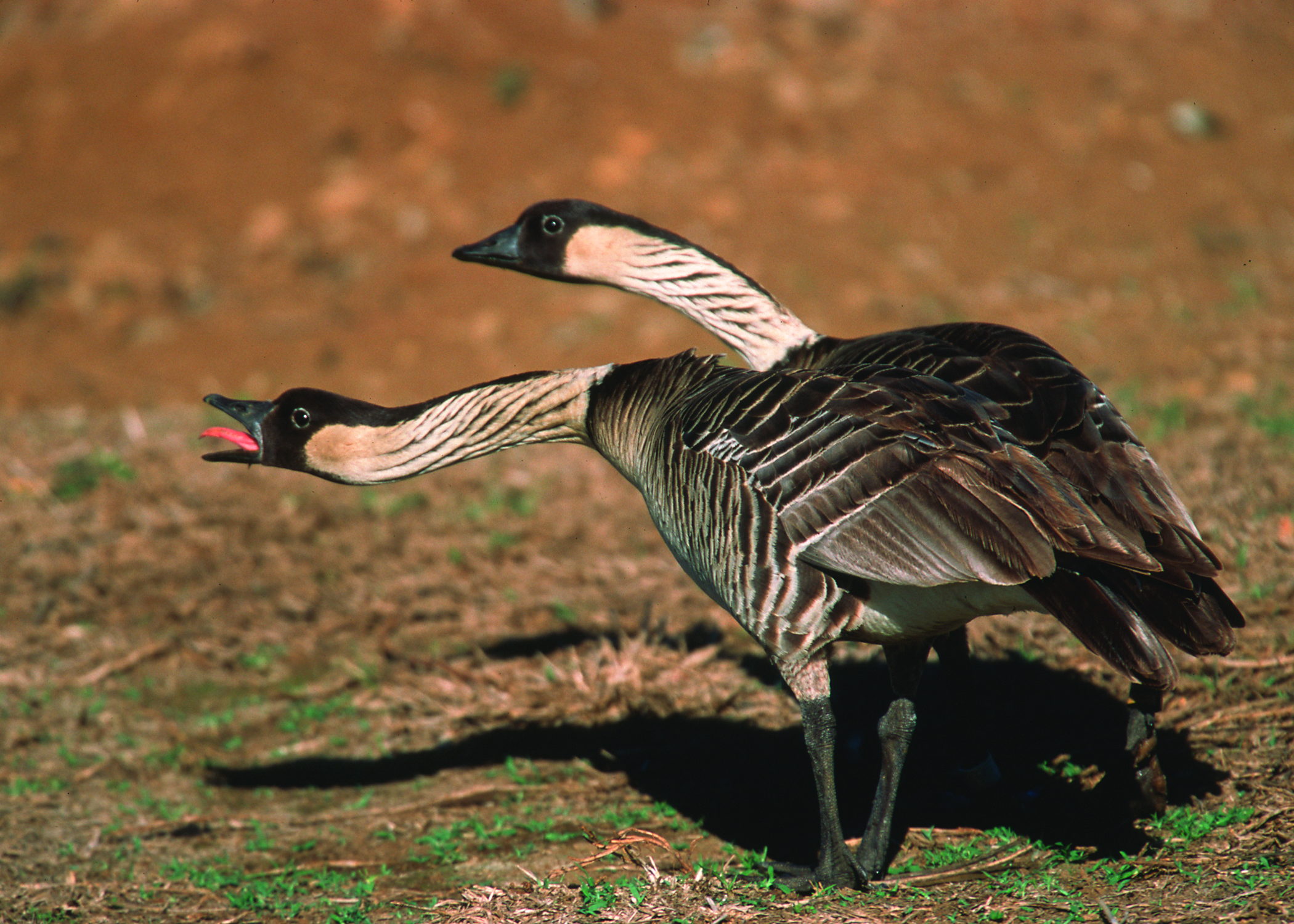
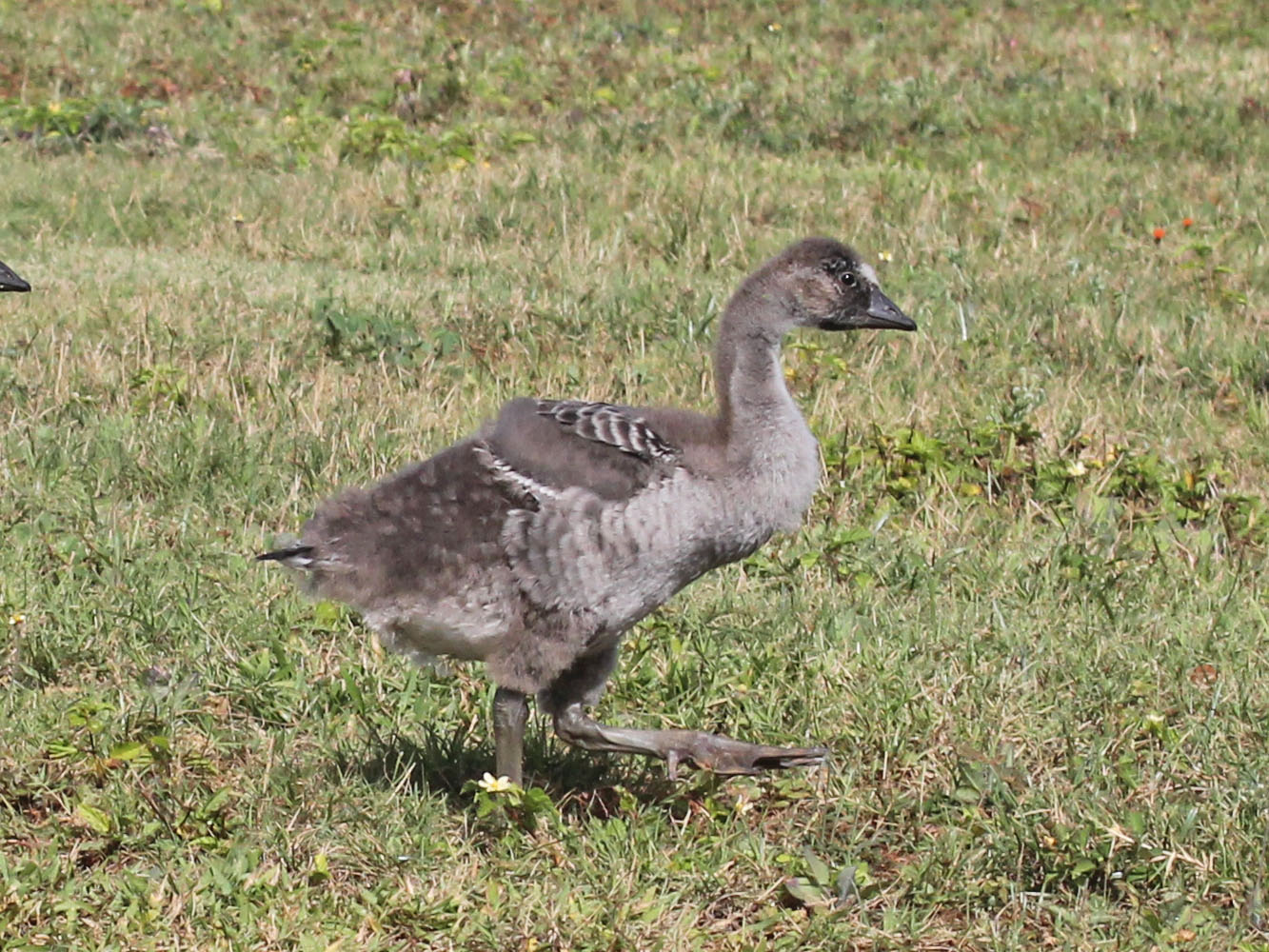